# Back to the Water Below
Albums de Royal Blood
Typhoons (album)
(2021)
Back to the Water Below est le quatrième album studio du duo de rock anglais Royal Blood. Il sort le 1er septembre 2023 chez Warner Records. L'album est produit par le groupe lui-même, ayant déjà autoproduit la majorité de son album précédent. Il reçoit les éloges des critiques.

## Genèse
Back to the Water Below est enregistré dans le home studio de Royal Blood à Brighton et produit par le groupe, sans faire appel à des producteurs extérieurs comme le groupe l'avait fait sur leurs précédents disques. Le leader Mike Kerr explique ce choix dans une interview avec NME : ce processus d'enregistrement a selon lui permis au groupe de « [se forcer] à faire des choses qui venaient naturellement ». Le titre de l'album tire son nom d'une parole de la chanson « Pull Me Through ».

## Promotion
Le groupe commence à teaser la nouvelle musique sur Instagram le 12 mai 2023, avec la première d'une série de vidéos publiées montrant le travail effectué en studio, comme des démos de nouveaux riffs.
Le 25 mai 2023, le premier single de l'album, « Mountains at Midnight », sorti accompagné d'un clip vidéo. Le groupe sort le deuxième single de l'album, "Pull Me Through", le 13 juillet 2023. Le groupe fait une tournée en Amérique du Nord et en Europe pour soutenir l'album, notamment en première partie de Muse lors de leur tournée mondiale Will of the People en été. Le groupe se lance dans sa propre tournée en tête d'affiche à l'automne'.

## Édition bonus
L'édition deluxe de Back to the Water Below est accompagnée d'un 7" bonus qui comprend les deux faces B de l'album, "Supermodel Avalanches" et "Everything's Fine".
Bien que les fans aient bien accueilli les deux titres bonus, « Supermodel Avalanches » est particulièrement bien accueilli par les fans du groupe, qui exigent que la chanson soit publiée officiellement sur les services de streaming. Après avoir teasé la chanson en ligne, le groupe la présente en live le 15 novembre lors d'un concert au Crystal Ballroom à Portland. La chanson devient un pilier de la setlist et le 19 décembre, le groupe sort Back to the Water Below (Bonus Edition) sur tous les services et plateformes de streaming, qui comprenait « Supermodel Avalanches » comme onzième titre bonus. La sortie est présentée comme un cadeau de Noël, le groupe souhaitant à ses fans un « Joyeux Riffmas » dans le cadre de la sortie.

## Réception critique

### Monde anglophone
Back to the Water Below reçoit une note de 81 sur 100 sur l'agrégateur de critiques Metacritic, basée sur les critiques de sept critiques, indiquant une « acclamation universelle ». Mojo déclare qu'il contient « des morceaux de premier ordre »,  tandis que Kerrang ! ' Sutherland note que cela « devrait vraiment élargir encore plus l'attrait de Royal Blood » avec ses « riffs serrés et ses paroles ridicules ». Erica Campbell de NME le décrit comme « un album qui met en valeur les instincts rock and roll du groupe, sa connaissance de soi et sa capacité à générer quelque chose de nouveau avec une basse, une batterie et zéro prise en main ». 
Neil McCormick du Telegraph résume que « les fans de rock devraient être ravis que Kerr et Thatcher soient toujours sur le ring, donnant tout ce qu'ils ont » car « le parolier Kerr sonne comme s'il avait été dans les guerres » et « comme un homme en pleine mutation, utilisant la musique pour se comprendre ». Finlay Holden de The Line of Best Fit qualifie Back to the Water Below de « raffinement et d'expansion simultanés de la formule Royal Blood » et d'« expérience courte et dynamique ». Sarah Jamieson ' DIY a estimé que le duo « s'éloignait des limites plus superficielles de son prédécesseur » et « parvenait à faire un retour aux riffs imposants qui peuplaient leurs premières sorties, tout en ajoutant un dynamisme bien nécessaire ». 

### Monde francophone
Les critiques françaises sont globalement excellentes,,.
Sound of Violence écrit : « En seulement trente minutes et dix morceaux, Royal Blood nous prouvent qu'ils sont sur une pente ascendante qu'ils ne sont pas prêts de quitter, mêlant ce qu'il savent faire de mieux à l'expérience et la maturité glanées au fil des années ».
Rolling Stone écrit : « C’est en tout cas sur un pari résolument mélodique dans lequel le duo se lance, qui ne manquera pas de réveiller le souvenir des Beatles (en bons Britanniques qui s’imposent ?), ici, ou de Queens of the Stone Age, là ; des constructions et des trames où le piano et parfois des déboulés de cordes viennent occuper une place au moins aussi cruciale que les riffs, quand ils ne cherchent pas carrément à les supplanter ».

## Liste des pistes
Toutes les paroles sont écrites par Mike Kerr, toute la musique est composée par Royal Blood.
| Back to the Water Below track listing | Back to the Water Below track listing | Back to the Water Below track listing | Back to the Water Below track listing | Back to the Water Below track listing | Back to the Water Below track listing | Back to the Water Below track listing | Back to the Water Below track listing | Back to the Water Below track listing | Back to the Water Below track listing |
| No                                    | Titre                                 | Durée                                 |                                       |                                       |                                       |                                       |                                       |                                       |                                       |
| ------------------------------------- | ------------------------------------- | ------------------------------------- | ------------------------------------- | ------------------------------------- | ------------------------------------- | ------------------------------------- | ------------------------------------- | ------------------------------------- | ------------------------------------- |
| 1.                                    | Mountains at Midnight                 | 3:06                                  |                                       |                                       |                                       |                                       |                                       |                                       |                                       |
| 2.                                    | Shiner in the Dark                    | 3:27                                  |                                       |                                       |                                       |                                       |                                       |                                       |                                       |
| 3.                                    | Pull Me Through                       | 3:08                                  |                                       |                                       |                                       |                                       |                                       |                                       |                                       |
| 4.                                    | The Firing Line                       | 3:22                                  |                                       |                                       |                                       |                                       |                                       |                                       |                                       |
| 5.                                    | Tell Me When It's Too Late            | 2:44                                  |                                       |                                       |                                       |                                       |                                       |                                       |                                       |
| 6.                                    | Triggers                              | 2:55                                  |                                       |                                       |                                       |                                       |                                       |                                       |                                       |
| 7.                                    | How Many More Times                   | 3:11                                  |                                       |                                       |                                       |                                       |                                       |                                       |                                       |
| 8.                                    | High Waters                           | 2:45                                  |                                       |                                       |                                       |                                       |                                       |                                       |                                       |
| 9.                                    | There Goes My Cool                    | 2:56                                  |                                       |                                       |                                       |                                       |                                       |                                       |                                       |
| 10.                                   | Waves                                 | 3:48                                  |                                       |                                       |                                       |                                       |                                       |                                       |                                       |
| 31:22                                 |                                       |                                       |                                       |                                       |                                       |                                       |                                       |                                       |                                       |

| 11. | Honeybrains | 3:06 |

| 1. | Supermodel Avalanches | 3:05 |
| 2. | Everything's Fine     | 2:48 |

## Personnel
Royal Blood
- Mike Kerr – chant, chœurs, basse, production (tous les morceaux) ; synthétiseur (pistes 2, 5–7), piano (3, 4, 7, 9, 10), claviers (8), guitare (10)
- Ben Thatcher – batterie, percussions, production

Musiciens invités
- Tom Hobden – alto, violon (9, 10)
- Ian Burdge – violoncelle (10)

Techniciens
- Pete Hutchings – ingénierie
- Liam Hebb – assistance en ingénierie
- Stent à pointes – mix
- Matt Wolach – assistance au mixage
- Matt Colton – mastering

## Classements hebdomadaires
| Classement (2023)                 | Meilleure place |
| --------------------------------- | --------------- |
| Allemagne (Media Control AG)      | 38              |
| Australie (ARIA)                  | 32              |
| Autriche (Ö3 Austria Top 40)      | 65              |
| Belgique (Flandre Ultratop)       | 6               |
| Belgique (Wallonie Ultratop)      | 10              |
| Écosse (OCC)                      | 1               |
| Espagne (Promusicae)              | 64              |
| France (SNEP)                     | 48              |
| Irlande (IRMA)                    | 51              |
| Nouvelle-Zélande (RIANZ)          | 17              |
| Pays-Bas (Mega Album Top 100)     | 19              |
| Portugal (AFP)                    | 16              |
| Royaume-Uni (UK Albums Chart)     | 1               |
| Royaume-Uni (Rock & Metal Albums) | 1               |
| Suisse (Schweizer Hitparade)      | 9               |